# Cirsium canum
Il cardo biancheggiante (nome scientifico Cirsium canum (L.) All., 1785)  è una pianta erbacea angiosperma dicotiledone e perenne, appartenente alla famiglia delle Asteraceae.

## Etimologia
Il nome del genere (cirsium) deriva dalla parola greca kirsos = varice; da questa radice deriva poi la denominazione Kirsion, un vocabolo che sembra servisse ad identificare una pianta usata per curare questo tipo di malattia. Da kirsion  in tempi moderni il botanico francese Tournefort (1656 - 708) derivò il nome Cirsium dell'attuale genere.

Il nome italiano “cardo” è abbastanza generico in quanto nel linguaggio comune si riferisce a diversi generi e specie di piante. Tra i generi che vengono chiamati direttamente “cardo”, oppure hanno una o più specie che comunemente si chiamano con questo nome citiamo: Carduus, Carduncellus, Carlina, Centaurea, Cnicus, Cynara, Echinops, Galactites, Jurinea, Onopordum, Scolymus, Silybum, Tyrimnus, tutti della famiglia delle Asteraceae. Ma anche in altre famiglie abbiamo dei generi con delle specie che volgarmente vengono chiamate “cardi” : il genere Eryngium della famiglia delle Apiaceae o il genere Dipsacus della famiglia delle Dipsacaceae.

Il binomio scientifico della pianta di questa voce è stato proposto inizialmente da Carl von Linné (1707 – 1778) biologo e scrittore svedese, considerato il padre della moderna classificazione scientifica degli organismi viventi, perfezionato successivamente dal medico e botanico italiano Carlo Ludovico Allioni (Torino, 23 settembre 1728 – Torino, 30 luglio 1804)  nella pubblicazione ” Flora Pedemontana, sive enumeratio methodica stirpium indigenarum Pedemontii, Torino” del 1785.

L'epiteto specifico (canum = canuto, bianco, biancheggiante o anche grigio chiaro) come quello comune deriva dal colore generale della pianta.

## Descrizione
Il “Cardo biancheggiante” è una pianta abbastanza alta: da 4 a 20 dm. La forma biologica della specie è geofita rizomatosa (G rihz). Sono piante perenni erbacee che portano le gemme in posizione sotterranea; durante la stagione avversa non presentano organi aerei e le gemme si trovano in organi sotterranei chiamati rizomi (un fusto sotterraneo dal quale, ogni anno, si dipartono radici e fusti aerei). In alcuni casi può anche essere definita geofita rizomatosa, in questo caso si tratta di piante erbacee, perenni, con gemme svernanti al livello del suolo e protette dalla lettiera o dalla neve.

### Radici
Le radici sono secondarie da rizoma e ingrossate a fuso.

### Fusto

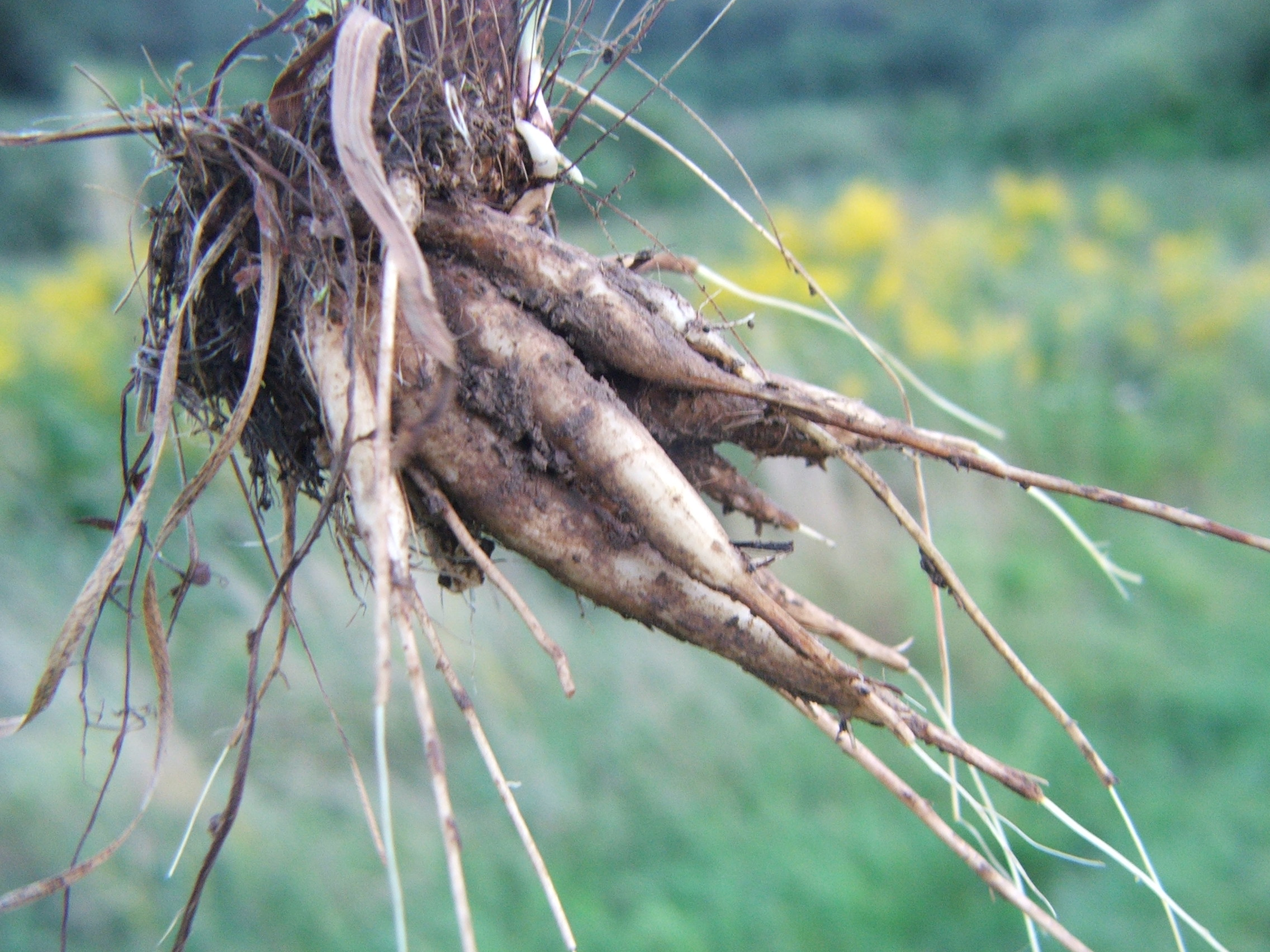
Rizoma sotterraneo

- Parte ipogea: la parte interrata consiste in un robusto rizoma ingrossato e fusiforme.
- Parte epigea: la parte aerea del fusto è eretta, semplice o con rami allungati monocefali (con singoli capolini). La parte inferiore è striato-ragnataelosa con ali decorrenti.

### Foglie

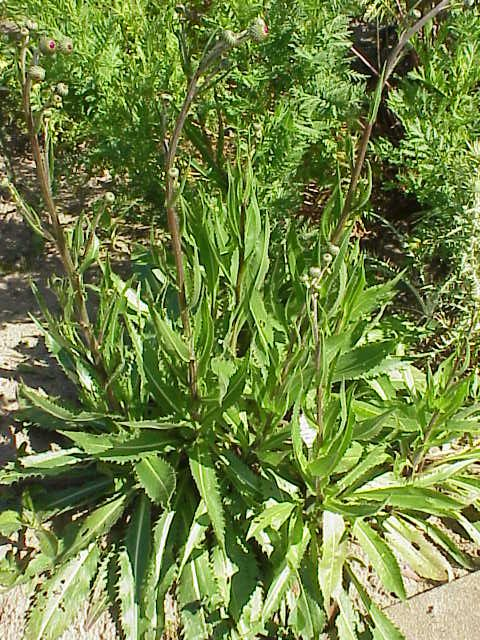
Rosetta basale delle foglie

Le foglie sono di due tipi: basali e cauline. Contrariamente ad altri Cirsium, in questa specie la superficie delle foglie è priva di spine.
- Foglie basali: quelle della rosetta basale sono disposte radialmente e appressate al suolo. La lamina è oblanceolato-spatolata con lobi le cui incisioni possono arrivano fino a 1/2 della lamina; i margini sono provvisti di molli spinule, quelle all'apice dei lobi sono più lunghe. Dimensione delle foglie: larghezza 4 – 6 cm; lunghezza 20 – 30 cm. Lunghezza delle spinule: quelle marginali 1 mm; quelle apicali dei lobi 3 – 6 mm.
- Foglie cauline: quelle inferiori sono a lamina intera e decorrente con bordi lievemente dentati e spinosi; le foglie superiori sono progressivamente ridotte e più o meno lineari.

### Infiorescenza
L'infiorescenza è formata da capolini solitari con peduncoli lunghi 4 – 10 cm. I fiori sono racchiusi in un involucro emisferico (diametro di 15 – 25 mm) formato da squame di tipo lanceolato. Le squame inferiori sono larghe 2 mm e lunghe 4 mm; quelle superiori sono lunghe fino a 15 mm: queste ultime hanno l'apice purpureo e dilatato. All'interno dell'involucro un ricettacolo fa da base ai fiori. Il capolino completo può avere un diametro da 15 a 30 mm.

### Fiore

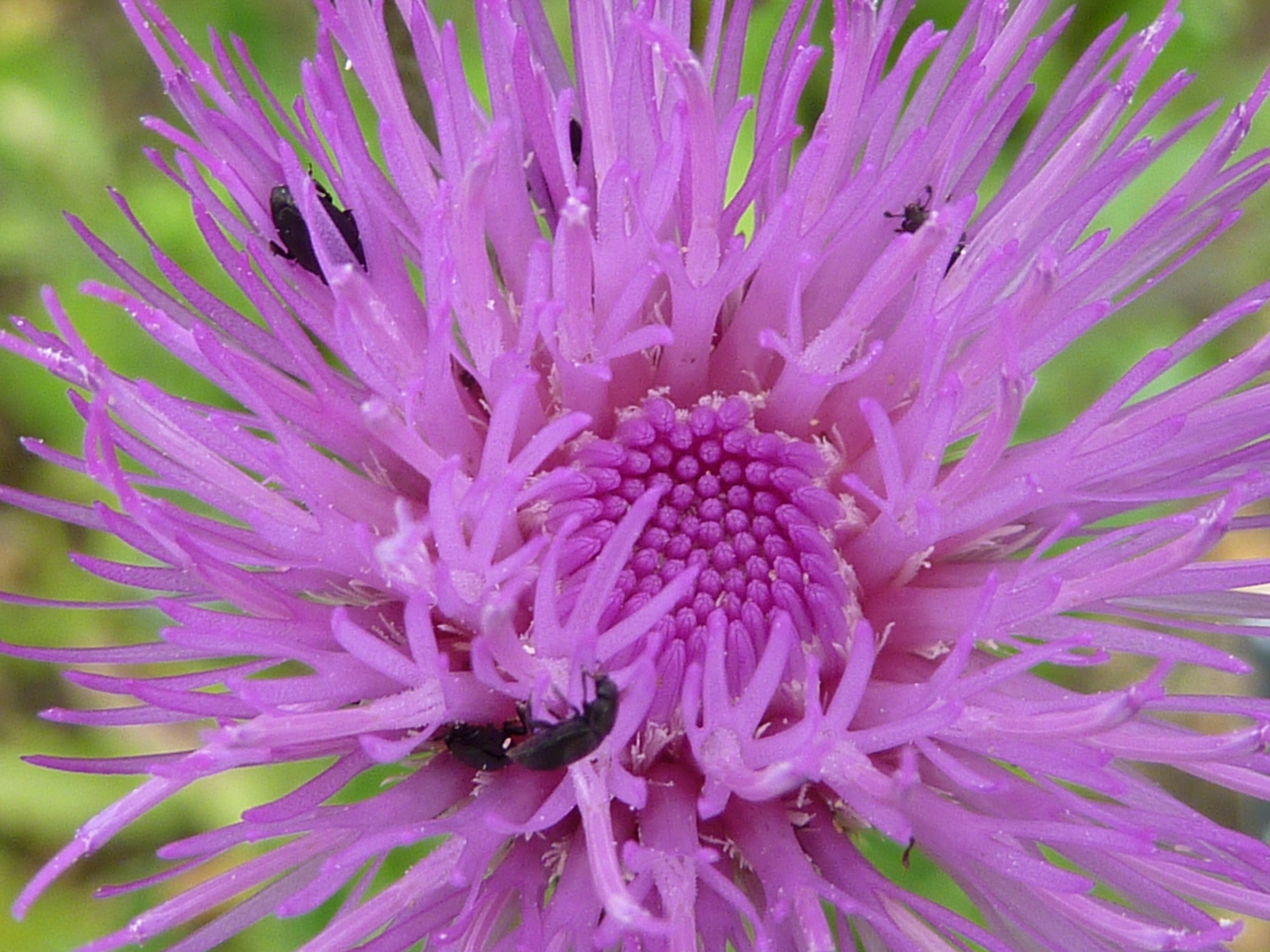
I fiori tubulosi

I fiori del capolino sono tutti tubulosi (il tipo ligulato, presente nella maggioranza delle Asteraceae,  qui è assente), sono inoltre ermafroditi, tetraciclici (calice– corolla – androceo – gineceo) e pentameri (ogni verticillo ha 5 elementi).
- Formula fiorale :

- /x K {\displaystyle \infty }, [C (5), A (5)], G 2 (infero), achenio

- Calice: i sepali del calice sono ridotti al minimo (una coroncina di scaglie).
- Corolla: il colore della corolla è purpureo. Lunghezza della corolla : 20 mm. Dimensioni medie delle varie parti della corolla: lunghezza del tubo 11 mm; lunghezza della gola 3 mm; lunghezza dei lobi 6 mm.
- Androceo: gli stami sono 5 ed hanno dei filamenti liberi e paillosi che possiedono la particolarità di compiere dei movimenti per liberare il polline. Le antere sono caudate alla base (hanno una coda corta).
- Gineceo l'ovario è infero; gli stigmi sono glabri (hanno un ciuffo di peli solo all'apice dello stilo che sporge rispetto alla corolla). La superficie stigmatica è posta all'interno degli stigmi.[16]
- Fioritura: da giugno a settembre.

### Frutti
I frutti sono del tipo achenio a forma cilindrico-compressa con un pappo terminale formato da molte file di peli piumosi riuniti alla base. Lunghezza del pappo: 14 – 17 mm.

## Biologia
- Impollinazione: l'impollinazione avviene tramite insetti (impollinazione entomogama) o eventualmente ad opera del vento (impollinazione anemogama).
- Riproduzione: la fecondazione avviene fondamentalmente tramite l'impollinazione dei fiori (vedi sopra).
- Dispersione: i semi cadendo a terra (dopo essere stati trasportati per alcuni metri dal vento per merito del pappo – disseminazione anemocora) sono successivamente dispersi soprattutto da insetti tipo formiche (disseminazione mirmecoria).

## Distribuzione e habitat

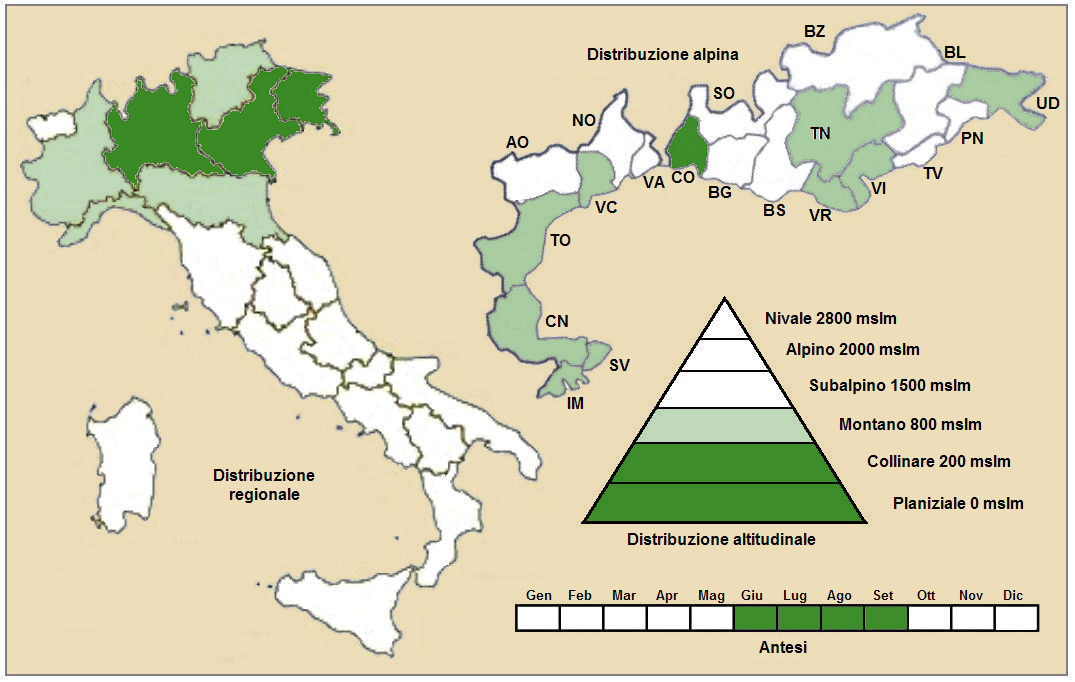
Distribuzione della pianta
(Distribuzione regionale – Distribuzione alpina)

- Geoelemento: il tipo corologico (area di origine) è Sud Est Europeo-Pontico
- Distribuzione: in Italia questa specie è presente solo al Nord. Nelle Alpi è presente in alcune province, mentre all'estero (sempre nelle Alpi) si trova in Svizzera (cantone Vallese) e in Austria (Länder dell'Austria Inferiore); sugli altri rilievi europei si trova nei Monti Balcani (l'areale prosegue a sud nell'Anatolia fino all'Iran) e nei Carpazi con proseguimento fino ai monti Urali.[7][18]
- Habitat: l'habitat tipico per queste piante sono le aree paludose su suoli torbosi; ma anche in ambienti umidi e temporaneamente inondati, stagni e fossi, prati e pascoli igrofili. Il substrato preferito è sia calcareo che calcareo/siliceo con pH neutro, alti valori nutrizionali del terreno che deve essere umido.
- Distribuzione altitudinale: sui rilievi queste piante si possono trovare fino a 300 m s.l.m.; frequentano quindi i seguenti piani vegetazionali: collinare e in parte quello montano (oltre a quello planiziale – a livello del mare).

### Fitosociologia
Dal punto di vista fitosociologico Cirsium canum appartiene alla seguente comunità vegetale:
Formazione: delle comunità delle macro- e megaforbie terrestri
Classe: Molinio- Arrhenatheretea
Ordine: Molinietalia caeruleae

## Tassonomia
La famiglia di appartenenza di questa voce (Asteraceae o Compositae, nomen conservandum) probabilmente originaria del Sud America, è la più numerosa del mondo vegetale, comprende oltre 23.000 specie distribuite su 1.535 generi, oppure 22.750 specie e 1.530 generi secondo altre fonti (una delle checklist più aggiornata elenca fino a 1.679 generi). La famiglia attualmente (2021) è divisa in 16 sottofamiglie.
Cardueae è una delle 4 tribù della sottofamiglia. La tribù Cardueae a sua volta è suddivisa in 12 sottotribù (la sottotribù Carduinae è una di queste). Il genere Cirsium elenca 435 specie con una distribuzione cosmopolita, 35 delle quali sono presenti spontaneamente sul territorio italiano.

### Filogenesi
Il genere di questa voce è inserito nel gruppo tassonomico della sottotribù Carduinae. In precedenza provvisoriamente era inserito nel gruppo tassonomico informale "Carduus-Cirsium Group". La posizione filogenetica di questo gruppo nell'ambito della sottotribù è abbastanza vicina al "core" della sottotribù (con il genere Carduus forma un "gruppo fratello") e dalle analisi molecolari è stato calcolato in 7,2 milioni di anni fa la separazione di questo genere dal resto del gruppo (è stato l'ultimo a separarsi).

Il genere Cirsium spesso viene botanicamente “confuso” con altri generi come quello del Carduus o Cnicus (e di altri ancora). Le specie del primo genere ad esempio sono molto simili a quelle del Cirsium, anche se una certa distinzione è possibile servendosi dell'aspetto del pappo (in Cirsium è formato da setole piumose; mentre in Carduus è composto da pagliette denticolate scabre).

Il genere Cirsium appartiene alla tribù delle Cardueae (da alcuni autori indicata come Cynareae), tribù che il Sistema Cronquist assegna alla sottofamiglia Cichorioideae e che invece la classificazione APG colloca nella sottofamiglia Carduoideae.. 

Il numero cromosomico di C. canum è: 2n = 34.

Il basionimo per questa specie è: Carduus canus L., 1767
I caratteri distintivi di questa specie nell'ambito del genere sono:
- il colore della corolla è purpureo;
- la superficie superiore delle foglie è priva di spine;
- il fusto è sviluppato normalmente;
- le foglie sono più o meno decorrenti;

Questi caratteri sono condivisi con le seguenti specie (sono indicati anche alcuni caratteri distintivi per ogni specie):
- Cirsium monspessulanum  (L.) Hill.  - Cardo di Montpellier: il fusto è eretto, semplice e nudo nella parte alta; le foglie sono glabre e coriacee con margine cartilagineo e giallastro con spine intervallate; l'infiorescenza è corimbosa con involucri a forma di bicchiere.
- Cirsium pannonicum  (L. fil.) Link.  - Cardo serretta: possiede una evidente rosetta basale, mentre le foglie cauline cono molto ridotte o nulle; i capolini sono isolati su un nudo peduncolo; la corolla ha un caratteristico colore rosso – vinoso.
- Cirsium palustre  (L. ) Scop.  - Cardo di palude: le squame dell'involucro sono chiazzate di bruno e progressivamente ristrette in una breve spina apicale; si presenta con un lungo fusto eretto (fino a 2 metri); le foglie sono sparse lungo il fusto e l'infiorescenza è formata da alcuni capolini terminali.
- Cirsium creticum  (Lam.) d'Urv. - Cardo cretese: le squame dell'involucro all'apice sono striate di rosso – purpureo e possiedono una robusta e lunga spina (fino a 1/3 della squama stessa); in genere è ramosa con fusto bianco – tomentoso.

#### Altre specie simili
- Cirsium heterophyllus (L.) Hill - Cirsio falso elenio: è un po' meno alto con capolini più grandi e piriformi, le foglie non sono decorrenti e le spine sono nulle o deboli.
- Cirsium arvense (L.) Scop.  - Cirsio dei campi: il portamento è più ramoso con molto capolini più piccoli. La corolla è violaceo-pallida e il lembo (parte del fiore tubuloso corrispondente grossomodo alle fauci più le 5 lacinie terminali) è più lungo del tubo basale.

### Ibridi
Nell'elenco seguente sono indicati alcuni ibridi interspecifici:
- Cirsium ×aschersonii Celak., 1873 - Ibrido con Cirsium tuberosum
- Cirsium ×fleischeri Podp. 1904 - Ibrido con Cirsium eriophorum
- Cirsium ×heuseri Uechtr. - Ibrido con Cirsium vulgare
- Cirsium ×murrianum Khek,1925 - Ibrido con Cirsium heterophyllum
- Cirsium ×siegertii Schultz-Bip., 1861 - Ibrido con] Cirsium rivulare
- Cirsium ×silesiacum C.H. Schultz, 1844 - Ibrido con Cirsium palustre
- Cirsium ×soroksarense Wagner, 1922 - Ibrido con Cirsium arvense
- Cirsium ×tataricum (L.) All., 1785 - Ibrido con Cirsium oleraceum
- Cirsium ×winklerianum Celak., 1873 - Ibrido con Cirsium acaule

### Sinonimi
Questa entità ha avuto nel tempo diverse nomenclature. L'elenco seguente indica alcuni tra i sinonimi più frequenti:
- Carduus canus L., 1767
- Cirsium biebersteinii Kharadze
- Cirsium canum subsp. subtymphaeum (Hayek) Rech. f.
- Cirsium canum var. subtymphaeum Hayek
- Cirsium louisii  J. Thiébaud, 1938
- Cirsium pseudopannonicum Schur, 1866
- Cnicus canus (L.) Roth

## Altre notizie
Il Cirsio canuto in altre lingue viene chiamata nei seguenti modi:
- (DE)  Graue Kratzdistel
- (FR)  Cirse cendré